# Jonathan Bottinelli
Jonathan Pablo Bottinelli (Buenos Aires, 14 settembre 1984) è un ex calciatore argentino, di ruolo difensore.

## Biografia
Ha un fratello, Darío Bottinelli, anch'egli calciatore professionista.

## Carriera
Dal 2002 al 2008 Bottinelli gioca come difensore nella Primera División argentina con il San Lorenzo, facendo il suo debutto il 3 novembre 2002. È un giocatore tutto sommato corretto, ma alquanto grintoso. Nel Campionato di Clausura 2008 ha rimediato 6 cartellini gialli su 15 presenze, mentre in Coppa Libertadores è stato espulso una volta su 6 partite.
Nel 2007 ha conquistato la vittoria del campionato di clausura col San Lorenzo. Nello stesso anno ha anche esordito con la Nazionale argentina, il 18 aprile 2007 in amichevole contro il Cile, partita terminata 0-0. Nell'estate 2007, in compagnia del connazionale Nicolás Bianchi Arce, svolge un periodo di prova presso il Leeds Utd alla fine del quale torna in Argentina a vestire la maglia del San Lorenzo.
Il 12 agosto 2008 Bottinelli si trasferisce per 2,6 milioni di euro, con un contratto quinquennale da 400 000 euro a stagione, alla Sampdoria, che ne acquista l'intero cartellino.
Esordisce in Serie A il 14 settembre 2008 allo Stadio Olimpico di Roma in Lazio-Sampdoria 2-0. Il 18 dicembre 2008 Bottinelli, grazie al suo primo gol con la maglia blucerchiata, permette alla Sampdoria di vincere la partita contro il Siviglia per 1 a 0 e di accedere ai sedicesimi di Coppa UEFA 2008-2009.
Bottinelli, in seguito a problemi familiari, ha chiesto alla Samp di poter essere ceduto in prestito in modo da tornare in Argentina e sistemare la situazione. Il 15 gennaio 2009 la Sampdoria cede in prestito Bottinelli al San Lorenzo.
Vista la profonda crisi del San Lorenzo, Jonathan tornerà nell'estate 2009 alla Sampdoria. Il 10 agosto 2009, tuttavia, viene ceduto a titolo definitivo al San Lorenzo per 1,6 milioni di dollari (pari circa a 1 milione di euro), con cui si lega firmando un contratto quinquennale.

## Palmarès

### Club

#### Competizioni internazionali
- Coppa Sudamericana: 1

San Lorenzo: 2002

#### Competizioni nazionali
- Campionato argentino: 1

San Lorenzo: Clausura 2007

### Nazionale
- Giochi panamericani: 1

2003